# Praia de Iracema
A Praia de Iracema é uma praia de bairro homônimo localizados na zona central do município de Fortaleza, no estado do Ceará, no Brasil. Seu nome vem da personagem Iracema, que dá título ao romance Iracema, do escritor cearense José de Alencar. Segundo os mapas holandeses de 1649, foi neste local que os índios potiguares encontravam-se quando Matias Beck e sua frota chegaram a Fortaleza. 
Além da forte ligação da praia e do bairro com a famosa obra da trilogia indianista do romance brasileiro, o local também apresenta em boa parte de suas ruas nomes que representam a tradição indígena, como rua dos Tabajaras, Cariris e Potiguaras. 

## Breve história
Seu nome anterior era Praia do Peixe, nome esse que vinha da tradição jangadeira do local, habitado por famílias de homens da pesca. Em 1930, o local assume seu atual nome, após um concurso.

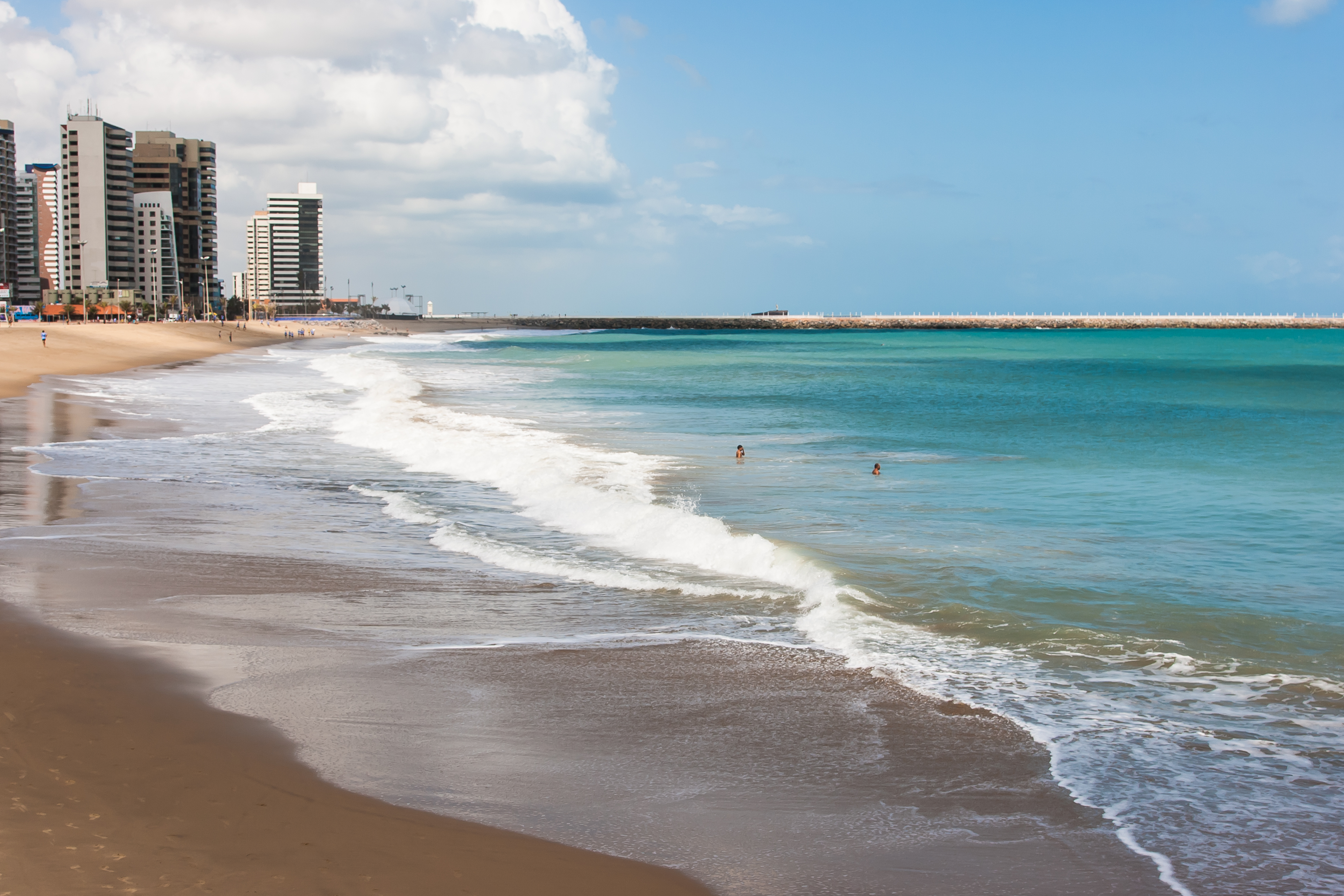
A Praia de Iracema é uma das mais famosas da cidade. Foi palco das fan fests da Copa do Mundo FIFA de 2014.

Com o crescimento industrial da cidade, o local passou a ser utilizado para construção de casas de veraneio. O início dessa mudança urbanística se deu com a vinda da família Magalhães Porto à capital cearense, que construiu o palacete que hoje abriga o Estoril. A partir daí, com o apoio das grandes famílias burguesas locais, o bairro começou a se modernizar.

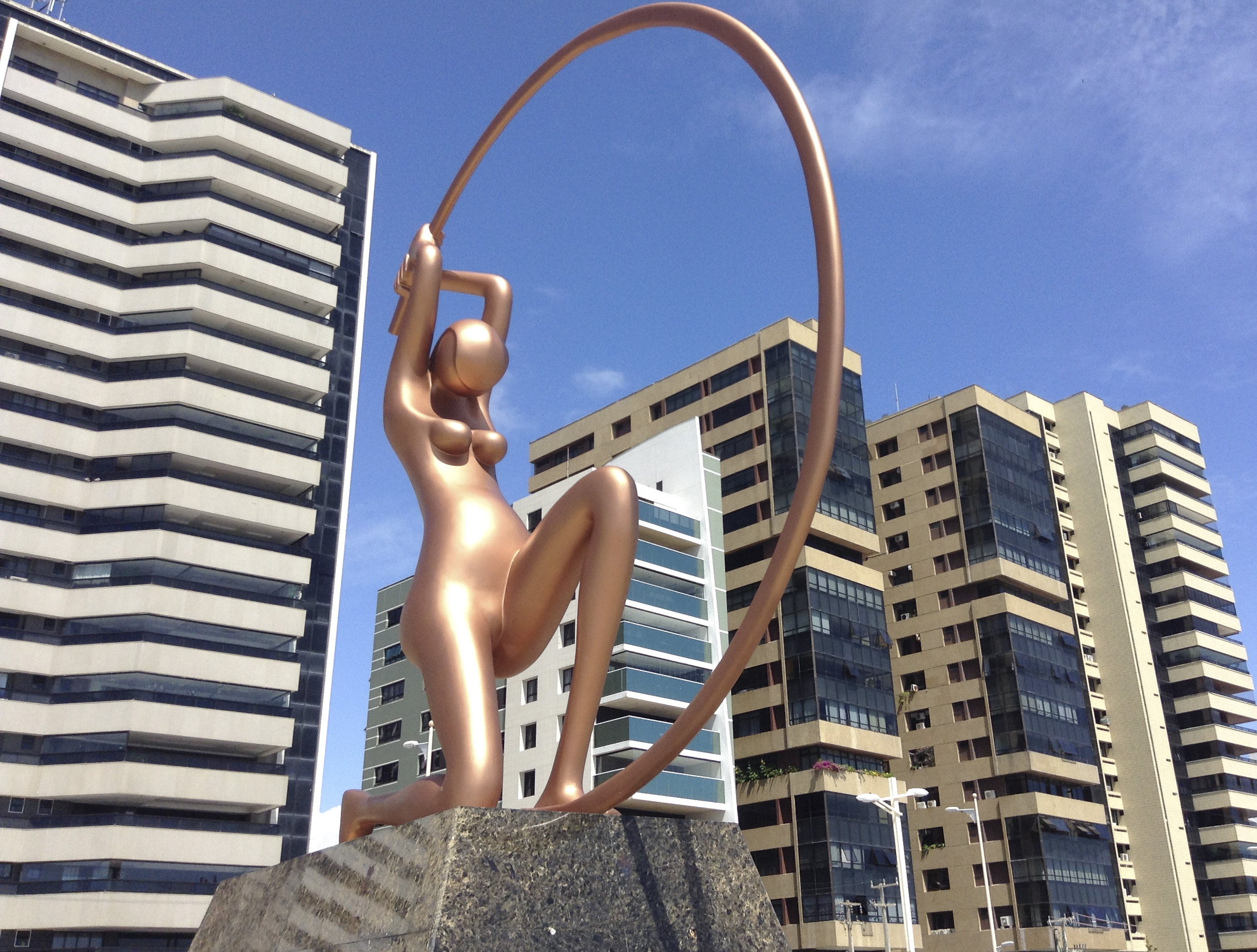
Estátua Iracema, a Guardiã, construída em 1996, é uma das duas estátuas de Iracema presentes na praia de mesmo nome. Mostra a heroína segurando um grande arco em posição de batalha.

Com a chegada da década de 1940, a Praia de Iracema passou a ser frequentada pela boemia fortalezense, e esta acabou construindo a identidade do local. Posteriormente, o prédio do Estoril foi utilizado como cassino pelas tropas americanas sediadas em Fortaleza durante a Segunda Guerra Mundial.
A Praia de Iracema, entretanto, sofreu com o avanço do mar, após a construção do Porto do Mucuripe na década de 1950. Sobre esse episódio, que modificou a paisagem local, o poeta e cantor Luiz Assunção cunhou ao local o título de "a praia dos amores que o mar carregou".
Na praia, até os anos 1950, situava-se a Área Portuária de Fortaleza. Essa área foi restaurada, revitalizada e transformada no Centro Cultural Dragão do Mar. O bairro nobre de Fortaleza, próximo ao centro da cidade, abriga hoje importantes instalações e instituições da cidade, como o Seminário da Prainha, a Caixa Cultural de Fortaleza, a Fundação Joaquim Nabuco, a Biblioteca Pública Estadual do Ceará, o Porto Iracema das Artes, o complexo comercial da Avenida Monsenhor Tabosa, a Secretaria da Fazenda do Estado do Ceará, o Acquário Ceará, além de boates, bares, hotéis à beira-mar e centros de lazer.

## Patrimônio histórico
A região da cidade é tida como "Bem de Relevante Interesse Cultural" fortalezense, instituído pelo Patrimônio Histórico e Cultural da Secretaria da Cultura de Fortaleza, em virtude da forte memória coletiva do local, seus prédios históricos e sua importância para o desenvolvimento de intelectuais e artistas de Fortaleza.